# Endostemon obtusifolius
Endostemon obtusifolius là một loài thực vật có hoa trong họ Hoa môi. Loài này được (E.Mey.) N.E.Br. mô tả khoa học đầu tiên năm 1910.